# شامبيري

شعار بلدية تشامبيري

تشامبيري (Chambéry) بلدية فرنسية تقع في إقليم سافوا تابع لمنطقة رون ألب شرق فرنسا.

## المناخ
يظهر الجدول التالي التغييرات المناخية على مدار السنة لشامبيري:
| البيانات المناخية لـشامبيري       | البيانات المناخية لـشامبيري | البيانات المناخية لـشامبيري | البيانات المناخية لـشامبيري | البيانات المناخية لـشامبيري | البيانات المناخية لـشامبيري | البيانات المناخية لـشامبيري | البيانات المناخية لـشامبيري | البيانات المناخية لـشامبيري | البيانات المناخية لـشامبيري | البيانات المناخية لـشامبيري | البيانات المناخية لـشامبيري | البيانات المناخية لـشامبيري | البيانات المناخية لـشامبيري |
| الشهر                             | يناير                       | فبراير                      | مارس                        | أبريل                       | مايو                        | يونيو                       | يوليو                       | أغسطس                       | سبتمبر                      | أكتوبر                      | نوفمبر                      | ديسمبر                      | المعدل السنوي               |
| --------------------------------- | --------------------------- | --------------------------- | --------------------------- | --------------------------- | --------------------------- | --------------------------- | --------------------------- | --------------------------- | --------------------------- | --------------------------- | --------------------------- | --------------------------- | --------------------------- |
| الدرجة القصوى °م (°ف)             | 17.9 (64.2)                 | 20.5 (68.9)                 | 25.1 (77.2)                 | 29.5 (85.1)                 | 32.7 (90.9)                 | 36.1 (97.0)                 | 38.8 (101.8)                | 38.8 (101.8)                | 32.0 (89.6)                 | 29.0 (84.2)                 | 23.3 (73.9)                 | 22.7 (72.9)                 | 38.8 (101.8)                |
| متوسط درجة الحرارة الكبرى °م (°ف) | 5.8 (42.4)                  | 7.9 (46.2)                  | 12.6 (54.7)                 | 16.3 (61.3)                 | 20.8 (69.4)                 | 24.6 (76.3)                 | 27.4 (81.3)                 | 26.6 (79.9)                 | 22.0 (71.6)                 | 16.7 (62.1)                 | 10.1 (50.2)                 | 6.4 (43.5)                  | 16.5 (61.7)                 |
| المتوسط اليومي °م (°ف)            | 2.2 (36.0)                  | 3.6 (38.5)                  | 7.4 (45.3)                  | 10.7 (51.3)                 | 15.3 (59.5)                 | 18.7 (65.7)                 | 21.1 (70.0)                 | 20.4 (68.7)                 | 16.5 (61.7)                 | 12.1 (53.8)                 | 6.3 (43.3)                  | 3.1 (37.6)                  | 11.5 (52.7)                 |
| متوسط درجة الحرارة الصغرى °م (°ف) | −1.4 (29.5)                 | −0.7 (30.7)                 | 2.1 (35.8)                  | 5.1 (41.2)                  | 9.7 (49.5)                  | 12.8 (55.0)                 | 14.7 (58.5)                 | 14.2 (57.6)                 | 11.0 (51.8)                 | 7.4 (45.3)                  | 2.5 (36.5)                  | −0.2 (31.6)                 | 6.5 (43.7)                  |
| أدنى درجة حرارة °م (°ف)           | −19.0 (−2.2)                | −14.4 (6.1)                 | −10.3 (13.5)                | −4.6 (23.7)                 | −1.4 (29.5)                 | 2.8 (37.0)                  | 5.4 (41.7)                  | 5.0 (41.0)                  | 1.0 (33.8)                  | −4.3 (24.3)                 | −10.8 (12.6)                | −13.5 (7.7)                 | −19.0 (−2.2)                |
| الهطول مم (إنش)                   | 102.6 (4.04)                | 91.5 (3.60)                 | 100.0 (3.94)                | 92.2 (3.63)                 | 104.2 (4.10)                | 94.8 (3.73)                 | 86.6 (3.41)                 | 91.7 (3.61)                 | 111.8 (4.40)                | 122.6 (4.83)                | 105.0 (4.13)                | 118.0 (4.65)                | 1٬221 (48.07)               |
| متوسط أيام هطول الأمطار           | 9.8                         | 8.2                         | 10.4                        | 10.3                        | 11.5                        | 9.7                         | 7.9                         | 8.9                         | 8.6                         | 10.8                        | 10.0                        | 10.5                        | 116.6                       |
| ساعات سطوع الشمس الشهرية          | 77.7                        | 104.4                       | 156.7                       | 172.8                       | 202.5                       | 234.0                       | 260.1                       | 232.5                       | 176.3                       | 121.4                       | 71.2                        | 60.6                        | 1٬870٫3                     |
| المصدر: Météo France              |                             |                             |                             |                             |                             |                             |                             |                             |                             |                             |                             |                             |                             |

## معرض صور

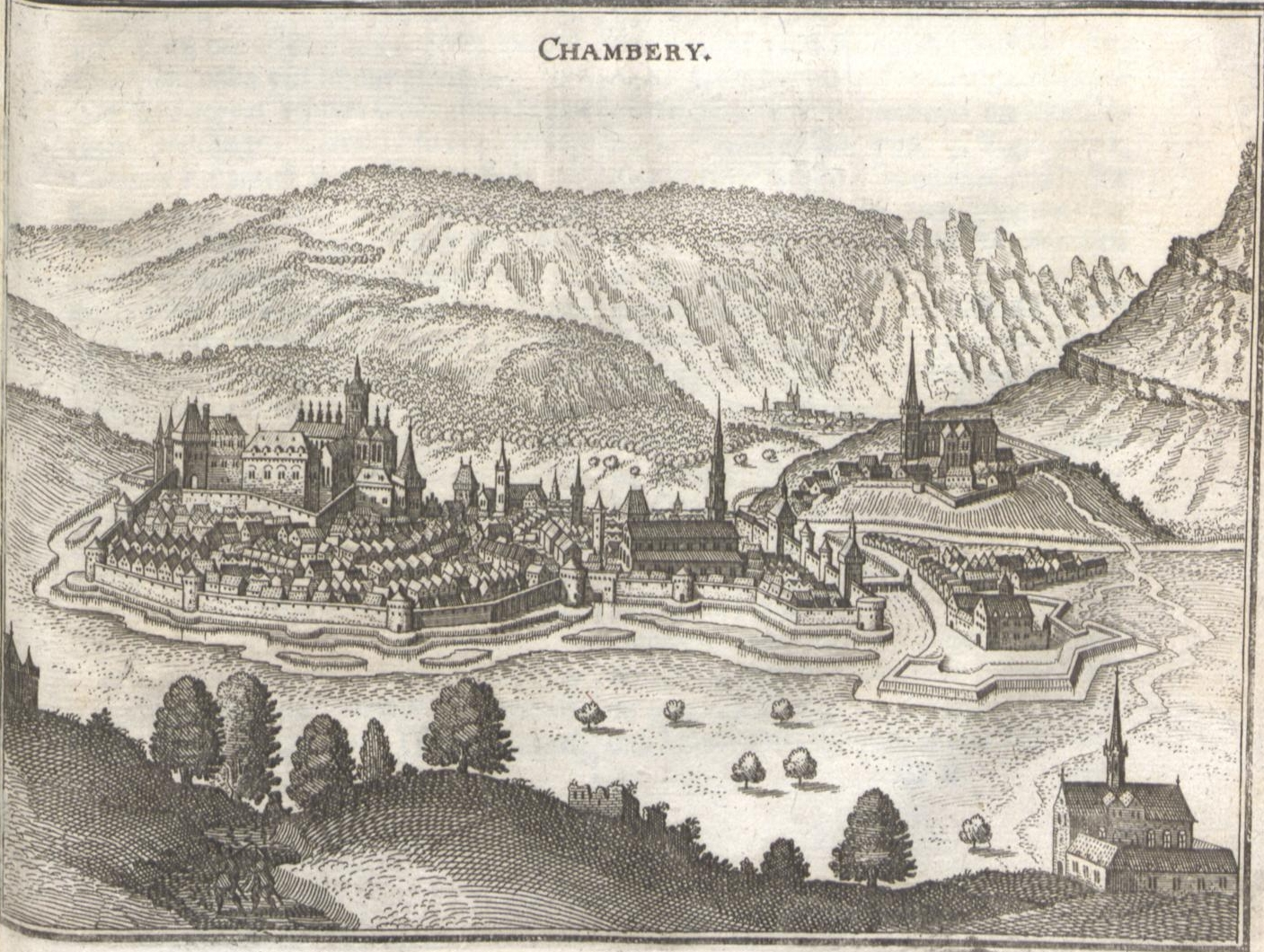
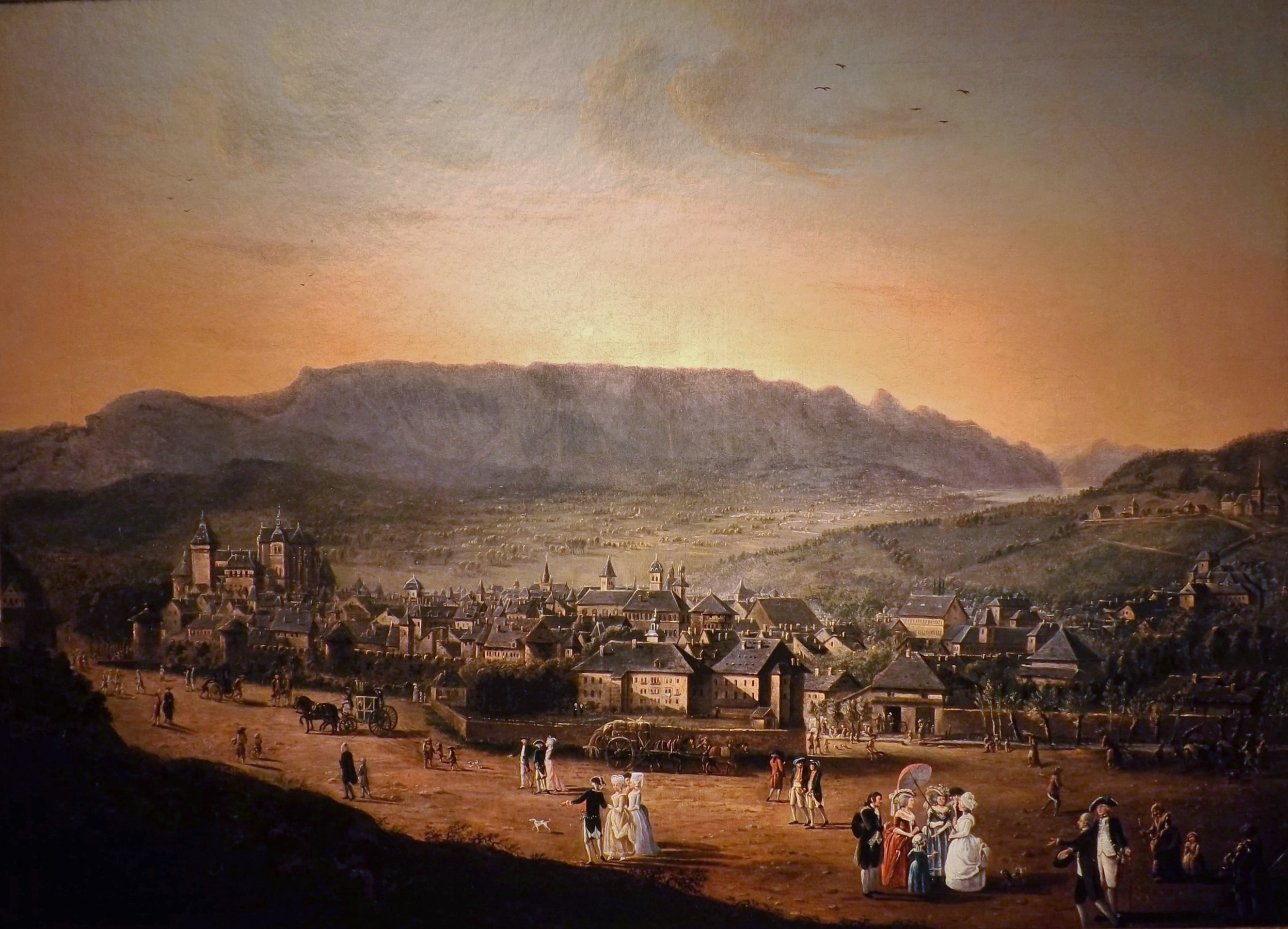
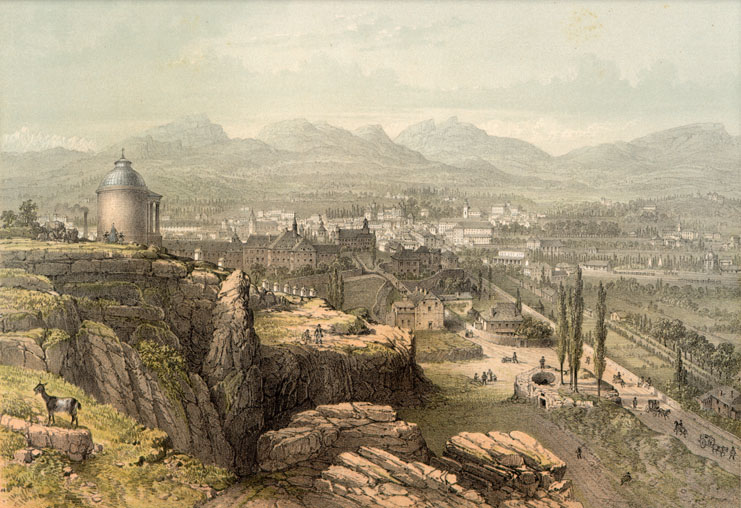

## توأمة
لشامبيري اتفاقيات توأمة مع كل من:
- تورينو
- آلباشتاد
- واهيغويا
- كونيو

## أعلام
- أوليفيه جيرو
- أنطوان فافر
- آنا من سافويا
- توم ريتشاردسون
- برنارد كلافيل
- هنري بيريه